# 플라테
플라테(프랑스어: Platée)는 장필리프 라모가 작곡한 서막이 있는 3막의 발레 부퐁, 혹은 희극 오페라다. 자크 오투르의 서사시인 “플라테, 혹은 주노의 질투”를 기초로 아드리앵 조셉 르 발루아 도르비유(Adrien-Joseph Le Valois d'Orville)가 프랑스어 대본을 작성하였다. 1745년 3월 31일 베르사유에서 초연되었다.

## 작품 배경
이 작품은 라모가 창조한 발레 부퐁으로, 1745년 프랑스의 루이 15세의 아들, 도팽 루이 페르디낭과 에스파냐의 공주, 마리아 테레사 라파엘라의 결혼을 축하하기 위해 작곡되었다. 그 당대의 문서에 따르면 그녀는 못생긴 용모로 유명하였다.

## 등장인물
- 프롤로그의 배역
  - 테스피스 - 기원전 6세기, 고대 그리스 비극 시인, 최초의 배우 (테너)
  - 사튀르(사티로스) - 반인반수, 디오니소스를 섬김 (바리톤)
  - 메나드 - 디오니소스를 모시는 여사제들 (합창)
  - 탈리(탈리아 혹은 탈레이아) - 희극과 전원시의 여신 (소프라노)
  - 모무스 - 조롱과 비판의 신 (바리톤)
  - 아무르 - 사랑의 신 (소프라노)

- 본막의 배역
  - 플라테 - 개구리 님프 (테너)
  - 주피터(제우스) - 신들의 제왕 (바리톤)
  - 주농 (헤라) - 주피터의 질투심 많은 아내 (메조소프라노)
  - 머큐르 (헤르메스)- 전령의 신 (테너)
  - 시테롱(키타이론) - 고대 그리스의 Boeotia의 Plataia 지방의 왕 (바리톤)
  - 모무스 - 조롱과 비판의 신 (바리톤)
  - 클라린 - 플라테의 동료 (소프라노)
  - 라 폴리(광기) (소프라노)

## 줄거리

### 서막: 희극의 탄생
- 포도 수확의 시기, 그리스의 포도원
- 1장

테스피스는 포도주에 취해 풀밭에서 조용히 잠들어 있다. 사티로스와 메나드 무리가 나타나 테스피스에게 아름다운 목소리로 노래를 불러달라고 요청한다. 그는 잠에서 깨어나 디오니소스를 향해 바치는 노래를 부른다. 테스피스는 그들이 자신의 연인에게 충실치 못함을 지적하자 모두들 부끄러워한다.
- 2장

탈리와 모무스가 등장하여, 신들도 인간과 똑같은 행동을 한다고 일깨운다. 신들의 행동을 통해 테스피스가 인간들의 결점을 바로잡을 연극을 올리도록 도와주려 한다.
- 3장

이때 아무르가 뒤늦게 등장하여, 자신이 없이는 아무런 오락이 없다고 자신도 끼워줄 것을 얘기한다. 테스피스, 탈리, 모무스, 아무르는 '새로운 오락'을 만들기로 약속하고, 그 주제는 주피터가 헤라의 질투심을 교정하기 위한 책략에 관한 것이다. 그 후, 모두 한바탕 흥겨운 놀이를 펼친다.

### 1막: 계획
- 1장: 키타이론 산(Mount Cithaeron)의 끝 자락, 오래된 버드나무로 둘러싸인 커다란 늪 아래